# Gmeinder
Gmeinder GmbH var en tysk tillverkare av rullande materiel som tillverkade smålok samt dieselmotorer och delar till lok. Företaget, som grundades 1913 som Steinmetz Gmeinder KG i Mosbach, levererade utrustning till de tyska järnvägarna samt industrilok till privata företag över hela världen.
De första loken med bensenmotorer levererades 1919. År 1932 blev företaget huvudleverantör av standardväxlingsloken till Deutsche Reichsbahn. År 1976 slogs Gmeinder samman med Kaelble från Backnang till Kaelble-Gmeinder GmbH. År 1996 sökte företaget konkurs, varefter "Gmeinder Lokomotiven- und Maschinenfabrik GmbH". med huvudkontor i Mosbach, bildades.
Företaget delades 2003 upp i lokbyggaren "Gmeinder Lokomotivenfabrik GmbH" och "Gmeinder Getriebe- und Maschinenfabrik" för tillverkning av växellådor och andra delar till lokomotiv.
Gmeinder Lokomotivenfabrik ägs sedan 2012 av ZAGRO Bahn- und Baumaschinen GmbH. Växellådetillverkaren GGT Gmeinder Getriebentechnik GmbH ägs sedan 2019 av tjeckiska Wikov Industry a.s.

## Bildgalleri

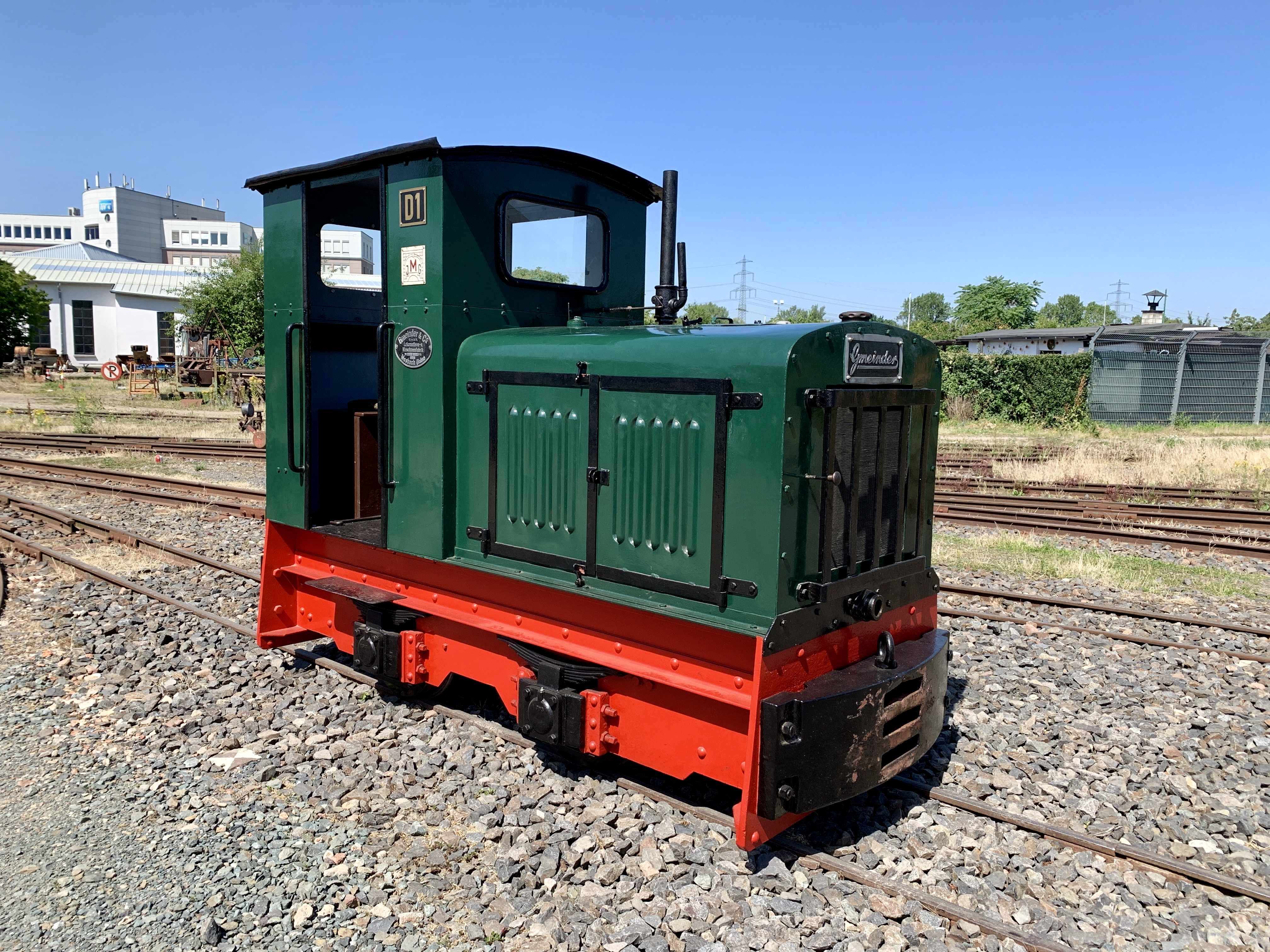
Diesellok från 1938 i Frankfurter Feldbahnmuseum
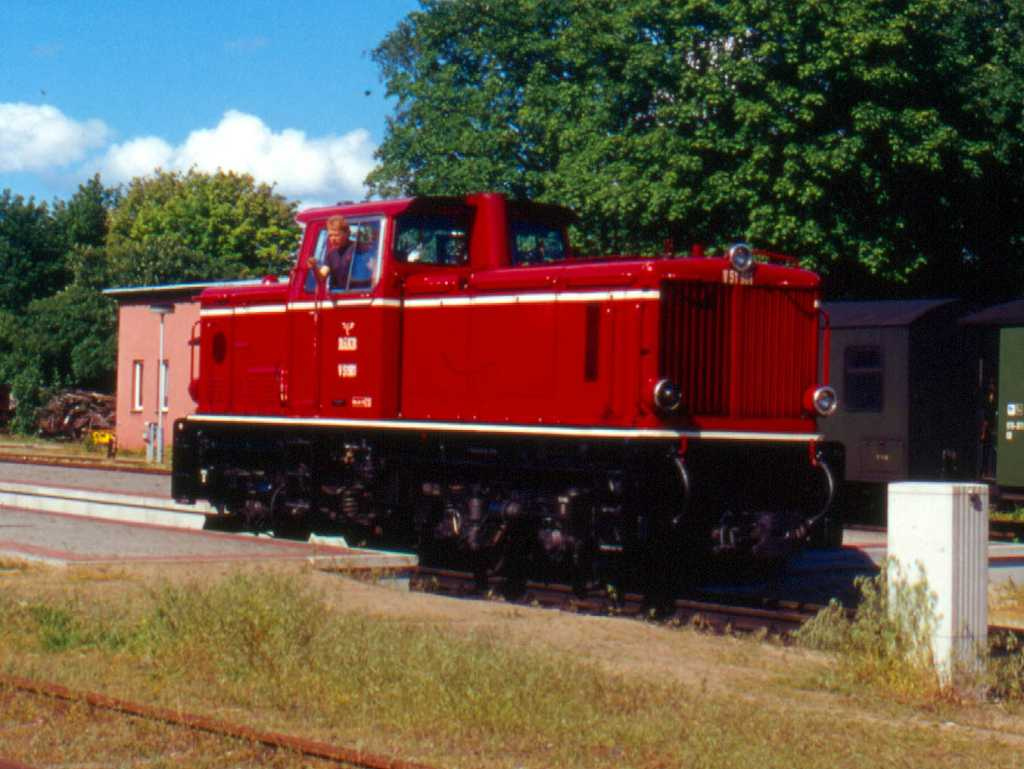
Dieselhydrauliskt smalspårslok från 1964 för 750 mm spårvidd
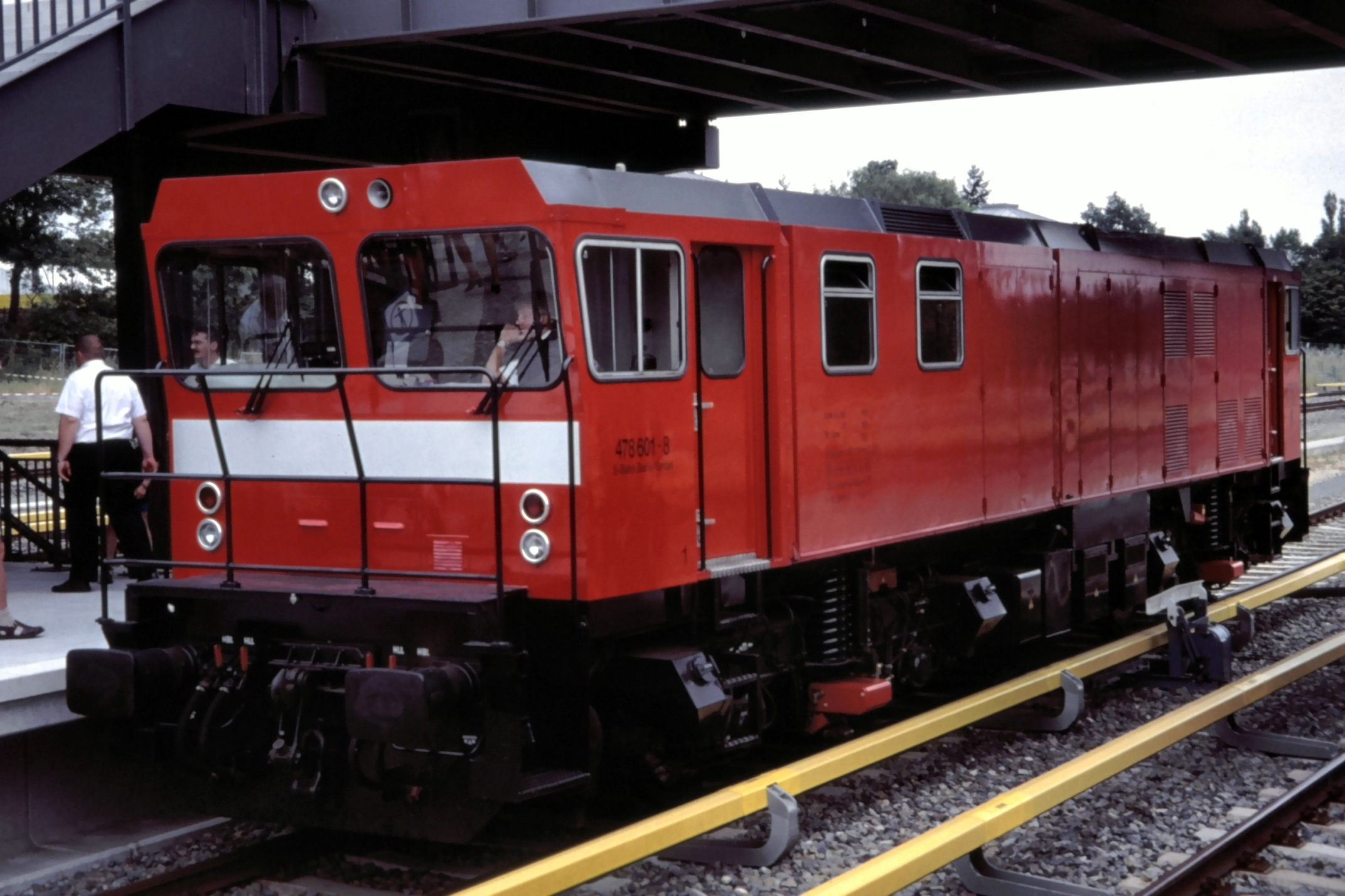
Lok för Berlins S-Bahn med 1000 mm spårvidd från 1989
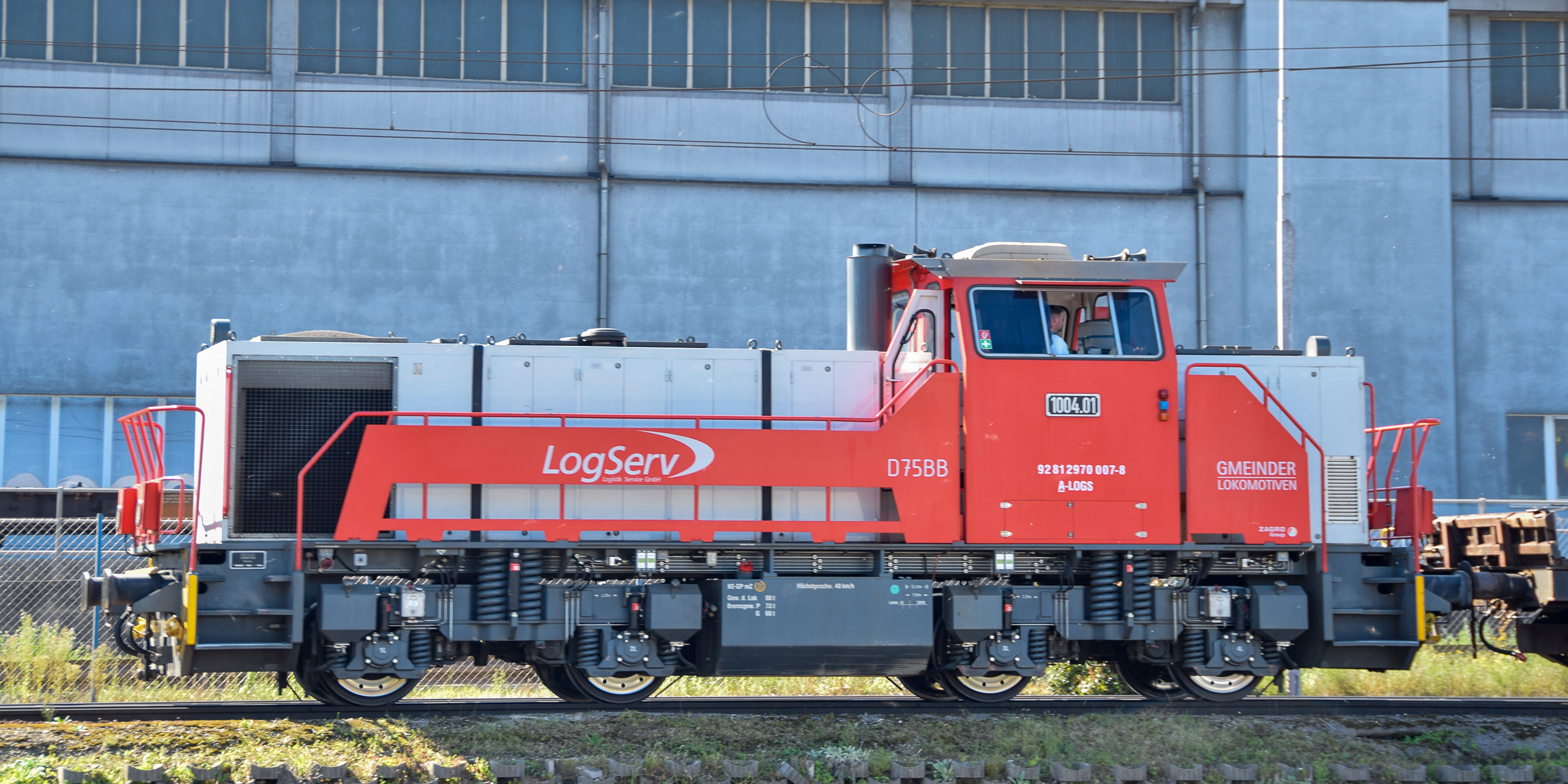
Rangeringssloket D75 BB i Linz, Österrike